# Strada europea E661
La strada europea E661  è una strada di classe B il cui percorso si snoda in territorio ungherese, croato e bosniaco.
Collega la cittadina ungherese di Balatonkeresztúr, situata nelle vicinanze del lago Balaton, a Zenica, situata nella Bosnia centrale.